# Asahinagu
Asahinagu (あさひなぐ?) es una serie japonesa de manga seinen en curso escrita e ilustrada por Ai Kozaki, publicada por Shogakukan. Gira en torno a la vida de una chica tímida que se une a un club de naginata para mejorar. Está serializado en la revista Big Comic Spirits y se ha compilado en veinticuatro volúmenes. Se adaptó a una obra de teatro de 2017 y una película de acción en vivo, ambas protagonizadas por miembros del reparto del grupo ídolo Nogizaka46.

## Personajes
Asahi Tōjima (?)
Maharu Miyaji (?)
Shōko Yasomura (?)
Sakura Konno (?)

## Medios de comunicación

### Manga
| N.º | Fecha de lanzamiento     | ISBN |
| --- | ------------------------ | ---- |
| 1   | 28 de abril de 2011      |      |
| 2   | 29 de julio de 2011      |      |
| 3   | 28 de octubre de 2011    |      |
| 4   | 29 de febrero de 2012    |      |
| 5   | 30 de mayo de 2012       |      |
| 6   | 30 de agosto de 2012     |      |
| 7   | 30 de noviembre de 2012  |      |
| 8   | 29 de marzo de 2013      |      |
| 9   | 30 de julio de 2013      |      |
| 10  | 29 de noviembre de 2013  |      |
| 11  | 28 de marzo de 2014      |      |
| 12  | 30 de julio de 2014      |      |
| 13  | 30 de octubre de 2014    |      |
| 14  | 27 de febrero de 2015    |      |
| 15  | 29 de mayo de 2015       |      |
| 16  | 28 de agosto de 2015     |      |
| 17  | 30 de noviembre de 2015  |      |
| 18  | 29 de febrero de 2016    |      |
| 19  | 30 de mayo de 2016       |      |
| 20  | 30 de agosto de 2016     |      |
| 21  | 30 de noviembre de 2016  |      |
| 22  | 28 de febrero de 2017    |      |
| 23  | 31 de mayo de 2017       |      |
| 24  | 12 de septiembre de 2017 |      |

## Recepción
El Volumen 5 alcanzó el lugar 26 en las listas semanales de manga de Oricon y, a partir del 3 de junio de 2012, vendió 22 686 copias; el volumen 6 alcanzó el lugar 29 y, al 2 de septiembre de 2012, ha vendido 23 253 copias; el volumen 9 alcanzó el lugar 45 y, al 4 de agosto de 2013, ha vendido 27 893 copias; el volumen 10 alcanzó el puesto 39 y, a partir del 1 de diciembre de 2013, vendió 19 230 copias y el volumen 12 alcanzó el lugar 37 y, al 3 de agosto de 2014, vendió 23 263 copias.
Fue el número 17 en el 2012 en Kono Manga ga Sugoi! Top 20, encuesta de Manga para lectores masculinos y ganó el premio al Mejor General Manga en la 60.ª edición de los Premios Shogakukan Manga.